# 勝利公園站 (聖彼得堡地鐵)
勝利公園站（羅馬化：Park Pobedy）是聖彼得堡地鐵莫斯科－彼得格勒線的一個車站，開通於1961年4月29日。勝利公園站是世界第一個使用月台門的車站，也是世界最深的地鐵站之一，深度達35米。